# Zafrón
Zafrón es una localidad del municipio de Doñinos de Ledesma, en la comarca de la Tierra de Ledesma, provincia de Salamanca, comunidad autónoma de Castilla y León, España.

## Historia

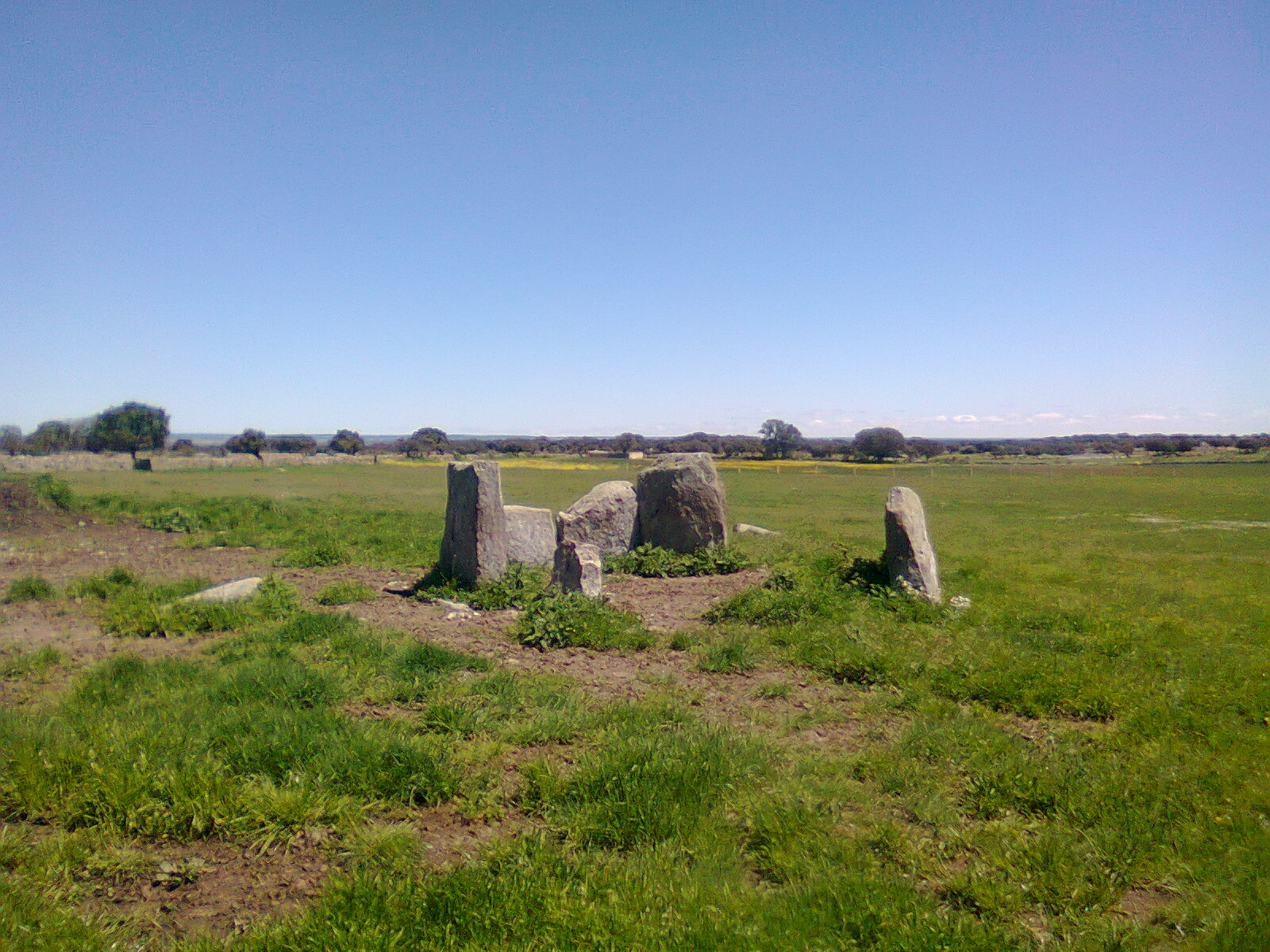
Dolmen de Zafrón.

Los orígenes poblacionales en el entorno del casco urbano de Zafrón se remontan a la Prehistoria, hecho corroborado por la existencia de un dolmen junto al casco urbano, en el entorno de la ribera del Gudina, que conserva casi completa la cámara funeraria.
La fundación de Zafrón se remonta al reinado de Ramiro II de León, en el siglo X, quedando vinculado desde entonces al Reino de León, y encuadrado en la jurisdicción de Ledesma desde la creación de su alfoz por parte de Fernando II de León en el siglo XII.
Dentro del territorio ledesmino, Zafrón llegó a ser la cabeza de una de sus subdivisiones, la Roda de Zafrón, de la que dependían una veintena de pueblos y aldeas, si bien posteriormente ésta quedó integrada dentro de la Roda de Garcirrey.
Con la creación de las actuales provincias en 1833, Zafrón quedó integrado en la provincia de Salamanca, dentro de la Región Leonesa.

## Demografía
En 2017 Zafrón contaba con una población de 28 habitantes, de los cuales 12 son varones y 16 son mujeres (INE 2017).
| Gráfica de evolución demográfica de Zafrón entre 2000 y 2017 |
|                                                              |
| Población según el padrón municipal de 2017.                 |